# Miquel Nadal Pont
Miquel Nadal Pont (1901-1966) va ser president de la Federació Balear de Futbol als anys cinquanta.
Anteriorment havia estat jugador de l'Alfonso XIII com a juvenil des de la fundació. Jugava de davanter.
Morí l'any 1966 l'endemà d'haver-se signat les escriptures dels terrenys on avui es troba el camp que duu el seu nom des de 1993.